# Коса (притока Чепци)
Коса́ (рос. Коса) — річка в Росії, протікає територією Кіровської області (Унинський район, Фальонський район, Богородський район, Зуєвський район), ліва притока Чепци.
Річка починається неподалік колишнього села Гожні. Протікає спочатку на північний захід, біля села Єлгань, але при вході на територію Фальонського району знову повертає на північний захід. Вже на території Богородського району русло значно розширюється, з'являються невеликі острови. Після села Караул річка повертає на північ, але її русло з цього часу зазнає значного меандрування, тому напрямок неодноразово змінюється. Після прийому ліворуч притоки Пітим річка повертає на північний захід, а перед селом Мухино — на північний схід. Біля Соколовки Коса повертає на північ, нижня течія спрямована на північний схід. Впадає до Чепци в селищі Косино.

### Притоки
- праві — Суна
- ліві — без назви (12 км[1], село Єлгань), Чурмуг, Уромка, Ухтимка, Пітим, Лема, Чузя, Кара, Пичига, Пихтовка, без назви (12 км[2])

### Населені пункти
- Унинський район — Астрахань
- Фальонський район — Полом, Баженово
- Богородський район — Караул, Митроки
- Зуєвський район — Березник, Поле, Городище, Слудка, Кара, Мухино, Шаньгенці, Городіленки, Соколовка, Коса, Косино